# ザ・ストーリー・オブ・ライト
『ザ・ストーリー・オブ・ライト』（The Story of Light）は、スティーヴ・ヴァイが2012年に発表した8作目のスタジオ・アルバム。

## 背景
アルバム『リアル・イリュージョンズ』（2005年）のコンセプトを継承した作品で、ヴァイの長期的な構想では、三部作のうちの2作目に位置付けられている。「ジョン・ザ・レヴェレイター」は、ブラインド・ウィリー・ジョンソンが1930年に発表したゴスペル・ソングのカヴァーで、本作ではジョンソンによるオリジナル・ヴァージョンのサンプリングも使用されている。「妖精の丘」はアイルランドの伝統的な子守歌で、本作ではインストゥルメンタルとして取り上げられているが、ブックレットに掲載された歌詞は、Pádraigín Ní Uallacháinという歌手のアルバム『A Stór Is A Stóirín』からの転載である。「ノー・モア・アムステルダム」はシンガーソングライターのエイミー・マンとの共作で、ヴァイの妻がマンの親友かつファンであったことから共演を提案し、ヴァイはマンとの共演に関して「彼女はまるで詩人で、歌声も常に力強く自信に満ちていた」と振り返っている。
「クリームシクル・サンセット」のタイトルは、少年時代のヴァイが好んでいたアイスキャンディー「クリームシクル」に由来している。「ザ・ムーン・アンド・アイ」は、アテネ公演のサウンドチェック時の録音で、既に「VaiTunes #2」というタイトルで公開されていたが、本作にはグレッグ・ワースによるリミックス・ヴァージョンが収録された。

## 反響・評価
母国アメリカでは2012年9月1日付のBillboard 200で72位を記録するが、翌週にはトップ200圏外に落ちた。日本では4週オリコンチャート入りし、最高36位を記録した。
フレッド・トーマスはオールミュージックにおいて5点満点中3.5点を付け「ヴァイは常に多作家で、妥協がなく、そして言うまでもなく速弾きの名手だが、彼がなおも自分の音楽性を広げることに強い関心を抱いている様は、見ていて爽快である」と評している。マーク・フィッシャーは『Metal Forces』誌のレビューで10点満点中6.5点を付け「個人的には特に、ヴァイがボーカリストを招いて、より伝統的なサウンドの領域へ乗り出した曲に感銘を受けた。『ザ・ヴォイス』出場者のビヴァリー・マクレランが歌うヘヴィ・ブルース"John the Revelator"は、とてつもなく素晴らしい」と評している。また、ブライス・エゼルはPopMattersのレビューで10点満点中6点を付け「本作はコンセプト・アルバムなのかもしれないが、物語は不規則で、ジャン＝リュック・ゴダールの政治映画に近い」「明確なキャラクターが登場するとはいえ、決して整然とした秩序には収まっていない」と評している。

## 収録曲
特記なき楽曲はスティーヴ・ヴァイ作。1. 2. 5. 6. 7. 9. 10. 12. 13.はインストゥルメンタル。
1. ザ・ストーリー・オブ・ライト - The Story of Light - 6:15
2. ヴェロラム - Velorum - 6:09
3. ジョン・ザ・レヴェレイター - John the Revelator (Traditional) - 3:40
4. ブック・オブ・ザ・セヴン・シールズ - Book of the Seven Seals (Paul Caldwell, Sean Ivory, Steve Vai) - 3:55
5. クリームシクル・サンセット - Creamsicle Sunset - 3:30
6. グラヴィティ・ストーム - Gravity Storm - 5:33
7. 妖精の丘 - Mullach a' tSí (Traditional) - 3:56
8. ザ・ムーン・アンド・アイ - The Moon and I - 7:17
9. ウィーピング・チャイナ・ドール - Weeping China Doll - 6:11
10. レイシング・ザ・ワールド - Racing the World - 3:45
11. ノー・モア・アムステルダム - No More Amsterdam (Aimee Mann, S. Vai) - 4:15
12. サンシャイン・エレクトリック・レインドロップス - Sunshine Electric Raindrops - 4:16

### 日本盤ボーナス・トラック
1. ピープル・オブ・ザ・ワールド - People of the World - 4:12

## 参加ミュージシャン
- スティーヴ・ヴァイ - ギター、キーボード、ボーカル(on #8, #11)他
- ビヴァリー・マクレラン - ボーカル(on #3)、バッキング・ボーカル(on #4)
- エイミー・マン - ボーカル(on #11)
- デイヴ・ウェイナー - リズムギター(on #8)
- デイヴ・ローゼンタール - ピアノ(on #1)
- ボブ・カーペンター - ハモンドオルガン(on #3, #4, #12)
- マイク・ケネリー - キーボード(on #8)
- フィリップ・バイノー - ベース
- ジェレミー・コルソン - ドラムス
- マイク・マンジーニ - ドラムス(on #8)
- デボラ・ヘンソン＝コナント - ハープ(on #7)
- ジュリア・レイニー・メイ・ヴァイ - ロシア語ナレーション(on #1)
- ザ・ストーリー・オブ・ライト・クワイア（ソプラノ:Liz Ladizinsky, Keri Larson / アルト:Nayanna Holley, Angela Michael / テノール:Gabriel Mann, Melanie Nyema / バス:Alvin Chea, Antonio Sol） - クワイア(on #3, #4)